# Prix Russ-Manning
Le prix Russ-Manning du nouvel auteur le plus prometteur (Russ Manning Most Promising Newcomer Award) est un prix de bande dessinée américain remis chaque année à un jeune auteur. Il est décerné lors du Comic-Con de San Diego depuis 1982, année qui suivit la mort du dessinateur de Tarzan Russ Manning.

## Lauréats
- 1982 : Dave Stevens
- 1983 : Jan Duursema
- 1984 : Steve Rude
- 1985 : Scott McCloud
- 1986 : Art Adams
- 1987 : Eric Shanower
- 1988 : Kevin Maguire
- 1989 : Richard Piers Rayner (en)
- 1990 : Dan Brereton
- 1991 : Dærick Gröss (en)
- 1992 : Mike Okamoto
- 1993 : Jeff Smith
- 1994 : Gene Ha
- 1995 : Edvin Biuković (en)
- 1996 : Alexander Maleev
- 1997 : Walt Holcomb
- 1998 : Matt VanderPol
- 1999 : Jay Anacleto
- 2000 : Alan Bunce (en)
- 2001 : Goran Sudzuka (en)
- 2002 : Tan Eng Huat (en)
- 2003 : Jerome Opeña (en)
- 2004 : Eric Wight (en)
- 2005 : Chris Bailey
- 2006 : R. Kikuo Johnson
- 2007 : David Petersen
- 2008 : Cathy Malkasian
- 2009 : Eleanor Davis
- 2010 : Marian Churchland (en), pour Beast (Image Comics)
- 2011 : Nate Simpson, pour Nonplayer
- 2012 : Tyler Crook
- 2013 : Russel Roehling
- 2014 : Aaron Conley, pour Sabertooth Swordsman (Dark Horse)
- 2015 :
  - Greg Smallwood
  - Jorge Corona
- 2016 : Dan Mora, pour Klaus and Hexed
- 2017 : Anne Szabla
- 2018 :
  - Hamish Steele, pour Pantheon (Nobrow)
  - Pablo Tunica, pour TMNT Universe (IDW Publishing)
- 2019 : Lorena Alvarez
- 2020 : non décerné[1]
- 2021 : non décerné[1]
- 2022 : Luciano Vecchio, pour Bolero
- 2023 : Zoe Thorogood
- 2024 : Oliver Bly